# Croom, New South Wales
Croom är en del av en befolkad plats i Australien. Den ligger i kommunen Shellharbour och delstaten New South Wales, i den sydöstra delen av landet, omkring 88 kilometer sydväst om delstatshuvudstaden Sydney. Antalet invånare är 3 304.
Trakten är tätbefolkad. Närmaste större samhälle är Wollongong, omkring 19 kilometer norr om Croom. 
Trakten runt Croom består till största delen av jordbruksmark. Genomsnittlig årsnederbörd är 1 352 millimeter. Den regnigaste månaden är februari, med i genomsnitt 211 mm nederbörd, och den torraste är juli, med 36 mm nederbörd.